# Эмметт (Айдахо)
Эмметт (англ. Emmett) — единственный город и административный центр округа Джем  американского штата Айдахо. Население составляло 6557 человек по переписи 2010 года, по сравнению с 5490 в 2000 году. Эмметт является частью статистического района Бойсе-Нампа.

## Население
| 2010 | 2020  |
| ---- | ----- |
| 6557 | ↗7647 |